# بوب بارلو
بوب بارلو هو لاعب هوكي جليد كندي، ولد في 17 يونيو 1935 في هاميلتون في كندا.

## وصلات خارجية
- بوب بارلو على موقع دوري الهوكي الوطني (الإنجليزية)
- بوب بارلو على موقع قاعة مشاهير الهوكي (لاعب أن.إتش.أل) (الإنجليزية)
- بوب بارلو على موقع EliteProspects.com (الإنجليزية)
- بوب بارلو على موقع HockeyDB.com (الإنجليزية)
- بوب بارلو على موقع Hockey-Reference.com (الإنجليزية)